# Badekarre

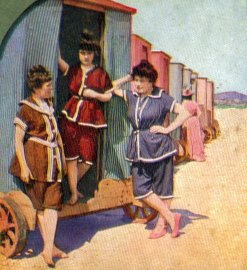
Frauen vor Badekarren (um 1900)

Eine Badekarre bzw. ein Badekarren war eine hölzerne Umkleidekabine auf zwei oder vier Rädern, die ins Wasser gezogen wurde. Sie bot im 18. und 19. Jahrhundert die Möglichkeit, sittlich korrekt und ungesehen im offenen Meer zu baden. Zu dieser Zeit galt es als unschicklich und anstößig, wenn Frauen und Männer in Sichtweite vom anderen Geschlecht badeten, auch wenn die damals übliche Badebekleidung sehr viel mehr verhüllte als heute.

## Geschichte
Erfunden wurde die Badekarre den historischen Quellen zufolge um das Jahr 1750 von dem Engländer Benjamin Beale in Kent (England). Es gibt in der Scarborough Public Library allerdings bereits eine Darstellung aus dem Jahr 1736, die von John Setterington stammt und ein solches Gefährt zeigt. Von England aus breiteten sich die Badekarren in den anderen europäischen Seebädern aus. In Deutschland tauchten sie um 1800 zuerst auf Norderney und in Travemünde auf. Nach 1850 entstanden an den deutschen Küsten immer mehr Badeanstalten sowie Badebuden – zunächst nach Geschlechtern getrennt –, so dass die Karren nur noch selten benutzt wurden. In Großbritannien endete die gesetzliche Geschlechtertrennung beim Baden im Jahr 1901. Ihre Verwendung ist im Kontext der „Privatheit“ im Wilhelminischen Zeitalter vom Badeereignis zu verstehen und das Baden wurde weniger als Erholung und mehr als medizinisches Mittel verwendet.

## Benutzung

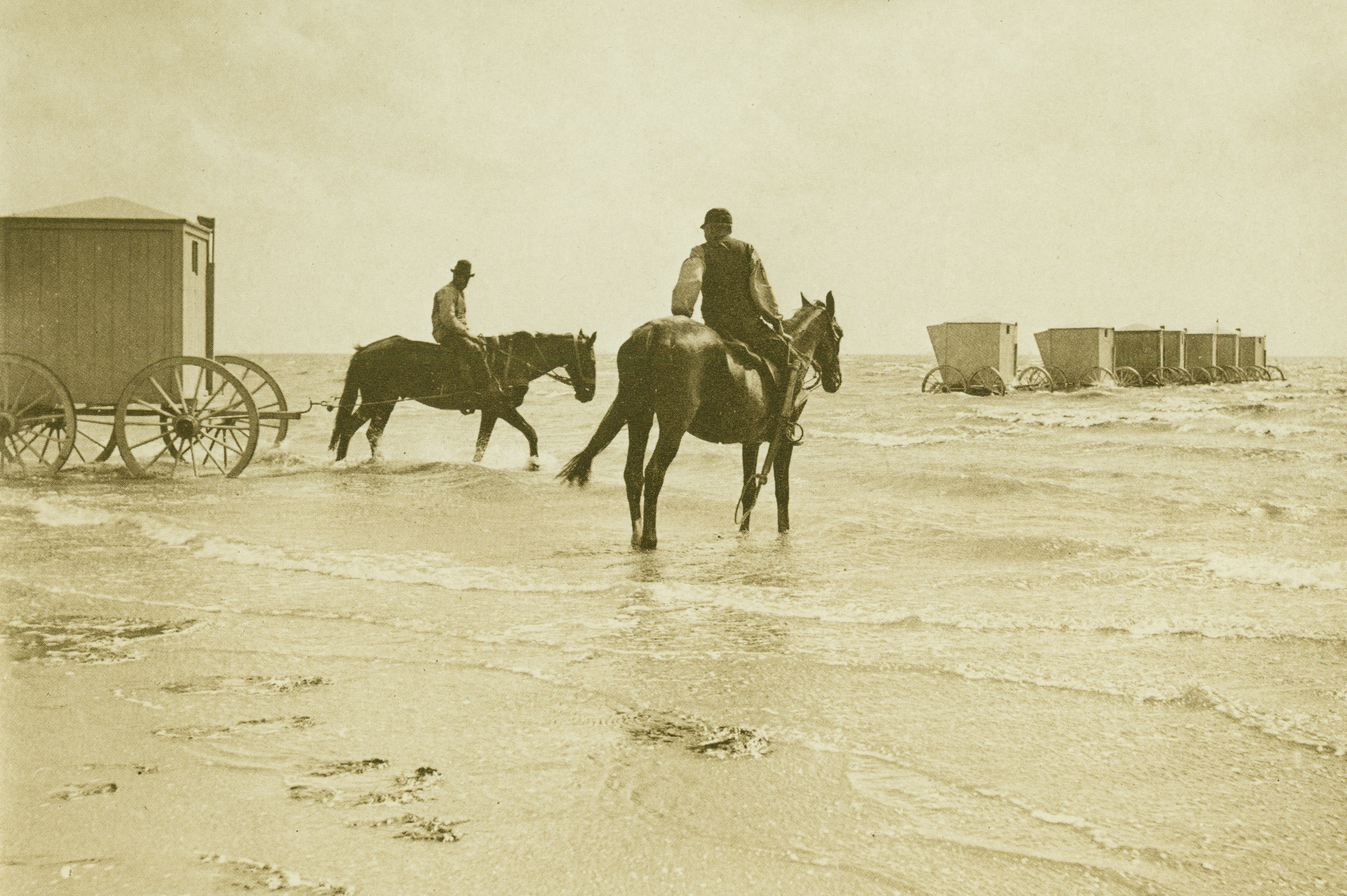
Badekarren in Wyk auf Föhr (1895)

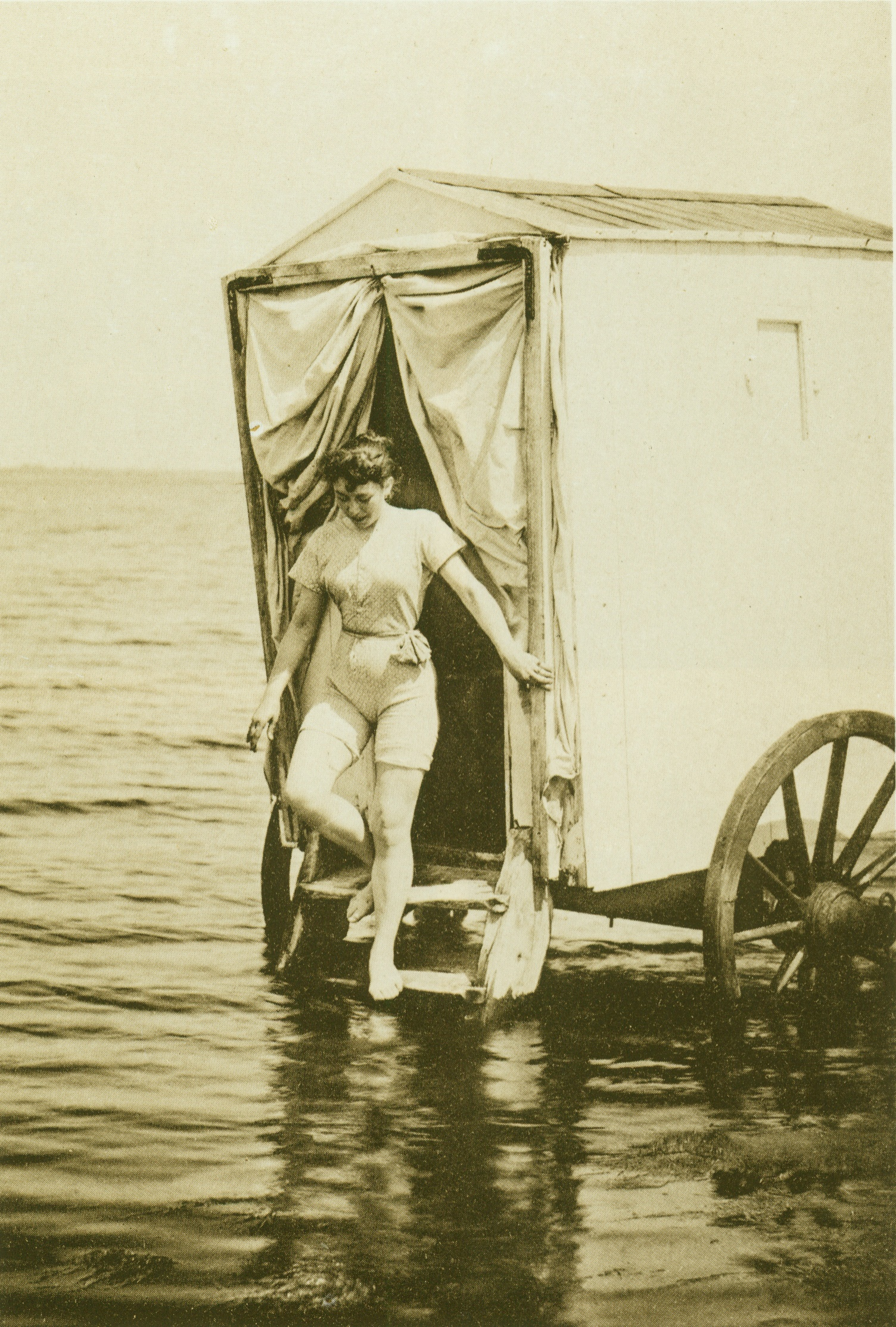
Frau verlässt eine Badekarre (1893)

Die Badekarre stand zunächst am Strand und wurde von den Benutzern in Straßenkleidung betreten, wobei eine Karre stets nur für Frauen oder nur für Männer bestimmt war. Im Inneren der fensterlosen Kabine zogen sich die Badegäste dann um, geschützt vor neugierigen Blicken. Es gab Bänke, die vier bis sechs Personen Platz boten. Die Karre wurde dann von einem Kutscher mit Pferdegespann ins tiefere Wasser gezogen. In einigen englischen Badeorten baute man auch hölzerne Gleise ins Wasser hinein, es gab sogar Konstruktionen, die Dampfmaschinen und Drahtseilwinden benutzten. 

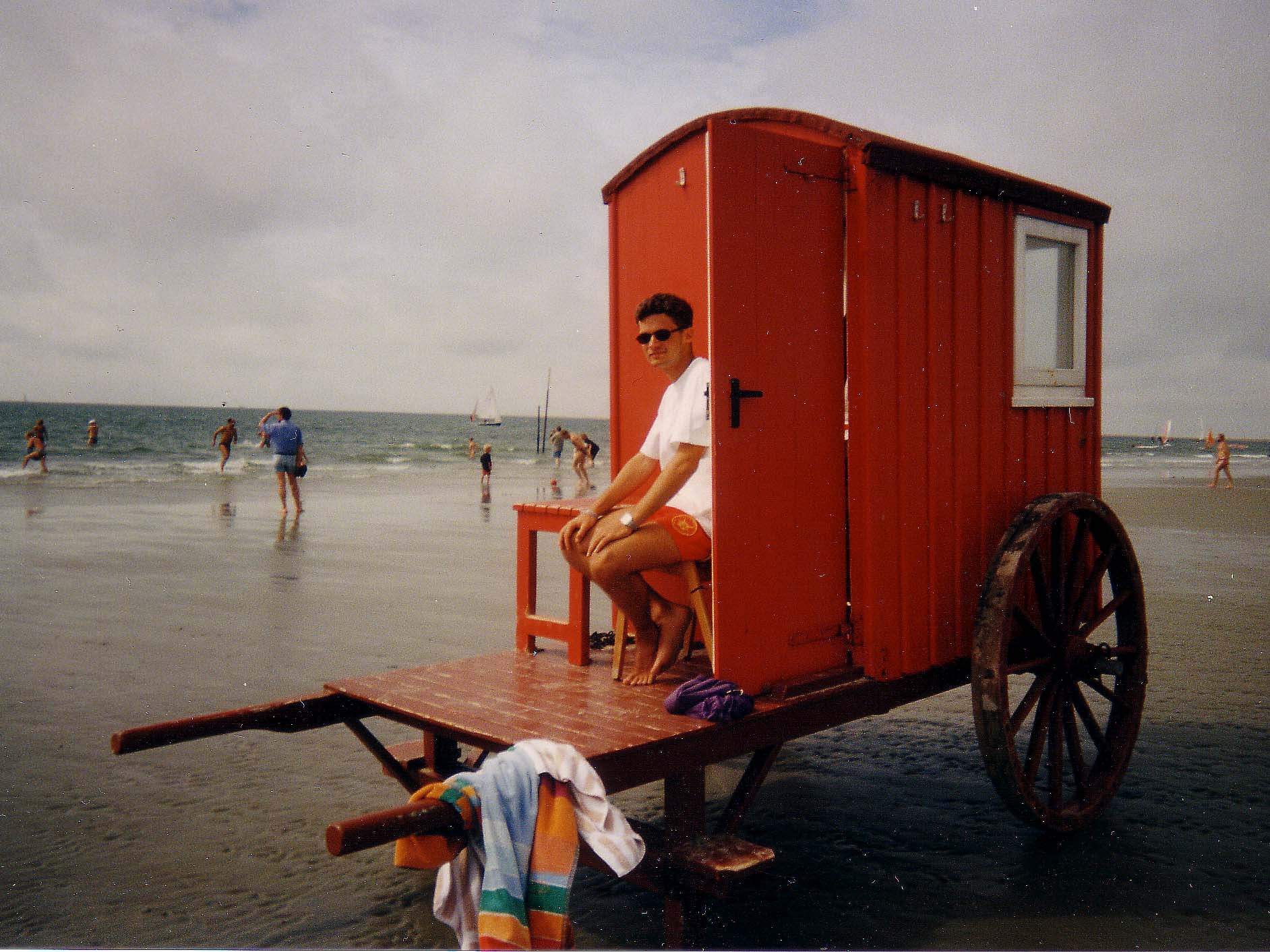
Umgebaute Badekarren werden heute an den Stränden der Insel Borkum von Rettungsschwimmern der DLRG genutzt.

Von der hinteren Tür, dem Strand abgewandt, ging es dann über eine kleine Treppe ins Meer, wobei über diese auch noch eine Plane gespannt war. Ein an der Karre befestigtes Tau diente den Nichtschwimmern als Halteleine. Zu dieser Zeit konnten die meisten Badegäste nicht schwimmen, es wurde lediglich gebadet. Während des Bades diente die Karre als Sichtschutz. Danach ging es auf die gleiche Weise zurück zum Strand.
In einem Artikel des Mecklenburger Tageblatts vom 25. August 1929 erinnerte sich ein Zeitzeuge: „Die Badekarren sind geräumig und bequem eingerichtet, werden von einem Pferde in die gehörige Wassertiefe gezogen, und wenn abgebadet ist (was durch das Aufziehen des Badeschirmes signalisiert wird), auf eben die Weise wieder herausgeholt. Ein solches Bad aus dem Badekarren kostet für eine einzelne Person 5 Silbergroschen, für zwei zusammen 6 Silbergroschen. Am Strande erbaute Hütten dienen dazu, die Badegäste aufzunehmen, bis an sie die Reihe zum Baden kommt.“